# 司馬韶
司马韶（3世纪—311年），西晋宗室，安平献王司馬孚曾孙，太原成王司马辅之孙，下邳王司馬韡之子。
司馬韡官至侍中、尚书，永宁元年（301年）八月去世。司马韶袭封下邳王（治所今江苏省睢宁县西北）。永嘉五年（311年）四月与东海世子司马毗及宗室四十七王一起被石勒俘虏。
| 前任： 司馬韡 | 晋朝下邳王 302年－311年 | 繼任： 国除 |